# Temporada 2016 de TCR Asia Series
La temporada 2016 de TCR Asia Series fue la segunda edición de dicha competición. Comenzó el 15 de mayo en Yeongam y finalizó el 20 de noviembre en Macao.

## Equipos y pilotos
| Equipo                   | Auto                         | N.º | Pilotos               | C  | Rondas  |
| ------------------------ | ---------------------------- | --- | --------------------- | -- | ------- |
| Viper Niza Racing        | SEAT León Cup Racer          | 1   | Roelof Bruins         |    | 1       |
| Viper Niza Racing        | SEAT León TCR                | 65  | Douglas Khoo          | AM | Todas   |
| Liqui Moly Team Engstler | Volkswagen Golf GTI TCR      | 3   | Andy Yan              |    | Todas   |
| Liqui Moly Team Engstler | Volkswagen Golf GTI TCR      | 26  | Filipe de Souza       |    | 1-3     |
| Liqui Moly Team Engstler | Volkswagen Golf GTI TCR      | 68  | Filipe de Souza       |    | 4       |
| Teamwork Motorsport      | Volkswagen Golf GTI TCR      | 7   | William O'Brien       | AM | 1-3     |
| Teamwork Motorsport      | Volkswagen Golf GTI TCR      | 27  | William O'Brien       | AM | 4-5     |
| Teamwork Motorsport      | Volkswagen Golf GTI TCR      | 8   | Kevin Tse             | AM | 1-3     |
| Teamwork Motorsport      | Volkswagen Golf GTI TCR      | 28  | Kevin Tse             | AM | 4-5     |
| Team Thailand            | Honda Civic Type-R TCR (FK2) | 9   | Tin Sritrai           |    | 1-3     |
| Team Thailand            | Honda Civic Type-R TCR (FK2) | 83  | Tin Sritrai           |    | 4-5     |
| Vattana Motorsport       | Honda Civic Type-R TCR (FK2) | 13  | Narasak Ittiritpong   |    | 2       |
| Vattana Motorsport       | SEAT León Cup Racer          | 44  | Jack Lemvard          |    | 2       |
| Son Veng Racing Team     | Volkswagen Golf GTI TCR      | 14  | Neric Wei             | AM | 3       |
| Roadstar Racing          | SEAT León Cup Racer          | 17  | Terence Tse           | AM | 1-3, 5  |
| Roadstar Racing          | SEAT León Cup Racer          | 22  | Yu Kam Cheong         | AM | 1       |
| Roadstar Racing          | SEAT León Cup Racer          | 78  | Kenneth Ma            | AM | 2       |
| Champ Motorsport         | Honda Civic Type-R TCR (FK2) | 38  | Michael Ho            | AM | 1, 3, 5 |
| Champ Motorsport         | Honda Civic Type-R TCR (FK2) | 88  | Henry Ho              |    | 1-3     |
| TBN MK Ihere Racing Team | Honda Civic Type-R TCR (FK2) | 66  | Nattachak Hanjitkasen | AM | 2       |
| FRD Racing Team          | Ford Focus TCR               | 71  | Kenneth Ma            | AM | 3       |
| Sloth Racing             | SEAT León Cup Racer          | 77  | Paritat Bulbon        | AM | 2       |

## Calendario
El calendario 2016 fue anunciado el 14 de diciembre de 2015, con seis eventos. Luego, una ronda en Sepang fue cancelada y se agregó la ronda de Shanghái.
| Ronda | Ronda | Circuito                                     | Fecha           | Soporte                                                        |
| ----- | ----- | -------------------------------------------- | --------------- | -------------------------------------------------------------- |
| 1     | 1     | Circuito Internacional de Corea, Yeongam     | 15 de mayo      | GT Asia Series                                                 |
| 1     | 2     | Circuito Internacional de Corea, Yeongam     | 15 de mayo      | GT Asia Series                                                 |
| 2     | 3     | Circuito Internacional de Chang, Buriram     | 12 de junio     | GT Asia Series                                                 |
| 2     | 4     | Circuito Internacional de Chang, Buriram     | 12 de junio     | GT Asia Series                                                 |
| 3     | 5     | Circuito Internacional de Shanghái, Shanghái | 21 de agosto    | GT Asia Series                                                 |
| 3     | 6     | Circuito Internacional de Shanghái, Shanghái | 21 de agosto    | GT Asia Series                                                 |
| 4     | 7     | Circuito Internacional de Sepang, Sepang     | 1 de octubre    | Gran Premio de Malasia TCR International Series                |
| 4     | 8     | Circuito Internacional de Sepang, Sepang     | 2 de octubre    | Gran Premio de Malasia TCR International Series                |
| 5     | 9     | Circuito da Guia, Macao                      | 20 de noviembre | Gran Premio de Macao FIA GT World Cup TCR International Series |
| 5     | 10    | Circuito da Guia, Macao                      | 20 de noviembre | Gran Premio de Macao FIA GT World Cup TCR International Series |

## Resultados
| Ronda | Ronda | Ronda    | Pole Position | Vuelta rápida | Piloto ganador | Equipo ganador           | Ganador Amateur                   | Resultados |
| ----- | ----- | -------- | ------------- | ------------- | -------------- | ------------------------ | --------------------------------- | ---------- |
| 1     | 1     | Yeongam  | Tin Sritrai   | Tin Sritrai   | Roelof Bruins  | Viper Niza Racing        | Michael Ho                        | Resultados |
| 1     | 2     | Yeongam  |               | Andy Yan      | Tin Sritrai    | Team Thailand            | Kevin Tse                         | Resultados |
| 2     | 3     | Buriram  | Andy Yan      | Andy Yan      | Andy Yan       | Liqui Moly Team Engstler | Nattachak Hanjitkasen             | Resultados |
| 2     | 4     | Buriram  |               | Andy Yan      | Andy Yan       | Liqui Moly Team Engstler | Kevin Tse                         | Resultados |
| 3     | 5     | Shanghái | Tin Sritrai   | Tin Sritrai   | Andy Yan       | Liqui Moly Team Engstler | Kevin Tse                         | Resultados |
| 3     | 6     | Shanghái |               | Andy Yan      | Andy Yan       | Liqui Moly Team Engstler | Kevin Tse                         | Resultados |
| 4     | 7     | Sepang   | Tin Sritrai   | Kevin Tse     | Kevin Tse      | Teamwork Motorsport      | Kevin Tse                         | Resultados |
| 4     | 8     | Sepang   |               | Tin Sritrai   | Andy Yan       | Liqui Moly Team Engstler | Kevin Tse                         | Resultados |
| 5     | 9     | Macao    | Andy Yan      | Edgar Lau     | Tin Sritrai    | Team Thailand            | Kevin Tse                         | Resultados |
| 5     | 10    | Macao    |               | Andy Yan      | Andy Yan       | Liqui Moly Team Engstler | Ningún piloto finalizó la carrera | Resultados |

## Puntuaciones
| Pos.          | 1.º           | 2.º           | 3.º           | 4.º           | 5.º           | 6.º           | 7.º           | 8.º           | 9.º           | 10.º          |
| Clasificación | Clasificación | Clasificación | Clasificación | Clasificación | Clasificación | Clasificación | Clasificación | Clasificación | Clasificación | Clasificación |
| ------------- | ------------- | ------------- | ------------- | ------------- | ------------- | ------------- | ------------- | ------------- | ------------- | ------------- |
| Pts.          | 5             | 4             | 3             | 2             | 1             |               |               |               |               |               |
| Carrera       |               |               |               |               |               |               |               |               |               |               |
| Pts.          | 25            | 18            | 15            | 12            | 10            | 8             | 6             | 4             | 2             | 1             |

## Clasificaciones

### Campeonato de Pilotos
| Pos. | Piloto                | KOR | KOR | BUR | BUR | SHA  | SHA | SEP  | SEP | MAC† | MAC† | Pts. |
| ---- | --------------------- | --- | --- | --- | --- | ---- | --- | ---- | --- | ---- | ---- | ---- |
| 1    | Andy Yan              | 23  | 2   | 1   | 1   | 12   | 1   | 2    | 1   | 31   | 1    | 220  |
| 2    | Kevin Tse             | 62  | 4   | 72  | 2   | 45   | 2   | 13   | 2   | 2    | Ret  | 138  |
| 3    | Tin Sritrai           | 41  | 1   | Ret | Ret | 21   | Ret | Ret1 | 3   | 12   | 2    | 111  |
| 4    | Filipe de Souza       | 7   | 5   | 5   | 4   | 5    | 3   | 34   | 4   |      |      | 93   |
| 5    | Henry Ho              | 34  | 6   | 4   | 3   | 3    | Ret |      |     |      |      | 70   |
| 6    | Roelof Bruins         | 15  | 3   |     |     |      |     |      |     |      |      | 41   |
| 7    | Douglas Khoo          | 11  | 9   | 8   | 8   | 9    | Ret | 4    | 5   | DNQ  | DNQ  | 34   |
| 8    | William O'Brien       | 10  | 11  | 11  | 10  | 8    | 6   | 5    | 6   | DNQ  | DNQ  | 33   |
| 9    | Jack Lemvard          |     |     | 23  | 5   |      |     |      |     |      |      | 31   |
| 10   | Terence Tse           | 8   | 8   | 9   | 9   | 7    | 5   |      |     | DNQ  | DNQ  | 28   |
| 11   | Neric Wei             |     |     |     |     | 6    | 4   |      |     |      |      | 20   |
| 12   | Michael Ho            | 5   | 7   |     |     | DSQ4 | Ret |      |     | WD   | WD   | 18   |
| 13   | Narasak Ittiritpong   |     |     | 34  | Ret |      |     |      |     |      |      | 17   |
| 14   | Nattachak Hanjitkasen |     |     | 6   | 6   |      |     |      |     |      |      | 16   |
| 15   | Paritat Bulbon        |     |     | 10  | 7   |      |     |      |     |      |      | 7    |
| 16   | Yu Kam Cheong         | 9   | 10  |     |     |      |     |      |     |      |      | 3    |
| 17   | Kenneth Ma            |     |     | Ret | 11  | DNS  | DNS |      |     |      |      | 0    |
| Pos. | Piloto                | KOR | KOR | BUR | BUR | SHA  | SHA | SEP  | SEP | MAC† | MAC† | Pts. |

| Color     | Resultado                                                               |
| --------- | ----------------------------------------------------------------------- |
| Oro       | Ganador                                                                 |
| Plata     | 2.ª plaza                                                               |
| Bronce    | 3.ª plaza                                                               |
| Verde     | Finalizó en los puntos                                                  |
| Azul      | Finalizó sin puntos                                                     |
| Azul      | NC - No clasificado                                                     |
| Violeta   | Ret - No terminó (Carrera)                                              |
| Rojo      | DNQ - No se clasificó                                                   |
| Negro     | DSQ - Descalificado                                                     |
| Blanco    | DNS - No empezó (carrera)                                               |
| Blanco    | WD - Retirado (fin de semana)                                           |
| Blanco    | C - Carrera cancelada                                                   |
| Sin color | DNP - Inscrito pero no participó                                        |
| Sin color | INJ - Lesionado                                                         |
| Sin color | EX - Excluido                                                           |
| Estado    | Resultado                                                               |
| Negrita   | Pole position                                                           |
| Cursiva   | Vuelta rápida                                                           |
| †         | Abandona, pero clasifica al completar el porcentaje requerido para ello |

#### Amateur Trophy
| Pos. | Piloto                | KOR | KOR | BUR | BUR | SHA  | SHA | SEP | SEP | MAC† | MAC† | Pts. |
| ---- | --------------------- | --- | --- | --- | --- | ---- | --- | --- | --- | ---- | ---- | ---- |
| 1    | Kevin Tse             | 21  | 1   | 21  | 1   | 12   | 1   | 1   | 1   | 1    | Ret  | 218  |
| 2    | Douglas Khoo          | 6   | 4   | 34  | 4   | 5    | Ret | 23  | 2   | DNQ  | DNQ  | 98   |
| 3    | William O'Brien       | 54  | 6   | 6   | 6   | 4    | 4   | 32  | 3   | DNQ  | DNQ  | 93   |
| 4    | Terence Tse           | 3   | 3   | 45  | 5   | 34   | 3   |     |     | DNQ  | DNQ  | 88   |
| 5    | Michael Ho            | 12  | 2   |     |     | DSQ1 | Ret |     |     | WD   | WD   | 52   |
| 6    | Nattachak Hanjitkasen |     |     | 12  | 2   |      |     |     |     |      |      | 47   |
| 7    | Neric Wei             |     |     |     |     | 23   | 2   |     |     |      |      | 39   |
| 8    | Paritat Bulbon        |     |     | 53  | 3   |      |     |     |     |      |      | 28   |
| 9    | Yu Kam Cheong         | 4   | 5   |     |     |      |     |     |     |      |      | 20   |
| 10   | Kenneth Ma            |     |     | Ret | 7   | DNS  | DNS |     |     |      |      | 6    |
| Pos. | Piloto                | KOR | KOR | BUR | BUR | SHA  | SHA | SEP | SEP | MAC† | MAC† | Pts. |

| Color     | Resultado                                                               |
| --------- | ----------------------------------------------------------------------- |
| Oro       | Ganador                                                                 |
| Plata     | 2.ª plaza                                                               |
| Bronce    | 3.ª plaza                                                               |
| Verde     | Finalizó en los puntos                                                  |
| Azul      | Finalizó sin puntos                                                     |
| Azul      | NC - No clasificado                                                     |
| Violeta   | Ret - No terminó (Carrera)                                              |
| Rojo      | DNQ - No se clasificó                                                   |
| Negro     | DSQ - Descalificado                                                     |
| Blanco    | DNS - No empezó (carrera)                                               |
| Blanco    | WD - Retirado (fin de semana)                                           |
| Blanco    | C - Carrera cancelada                                                   |
| Sin color | DNP - Inscrito pero no participó                                        |
| Sin color | INJ - Lesionado                                                         |
| Sin color | EX - Excluido                                                           |
| Estado    | Resultado                                                               |
| Negrita   | Pole position                                                           |
| Cursiva   | Vuelta rápida                                                           |
| †         | Abandona, pero clasifica al completar el porcentaje requerido para ello |

### Campeonato de Equipos
| Pos. | Equipo                   | KOR | KOR | BUR | BUR | SHA  | SHA | SEP  | SEP | MAC† | MAC† | Pts. |
| ---- | ------------------------ | --- | --- | --- | --- | ---- | --- | ---- | --- | ---- | ---- | ---- |
| 1    | Liqui Moly Team Engstler | 23  | 2   | 1   | 1   | 12   | 1   | 2    | 1   | 31   | 1    | 313  |
| 1    | Liqui Moly Team Engstler | 7   | 5   | 5   | 4   | 5    | 3   | 34   | 4   |      |      | 313  |
| 2    | Teamwork Motorsport      | 62  | 4   | 72  | 2   | 45   | 2   | 13   | 2   | 2    | Ret  | 171  |
| 2    | Teamwork Motorsport      | 10  | 11  | 11  | 10  | 8    | 6   | 5    | 6   | DNQ  | DNQ  | 171  |
| 3    | Team Thailand            | 41  | 1   | Ret | Ret | 21   | Ret | Ret1 | 3   | 12   | 2    | 111  |
| 4    | Champ Motorsport         | 34  | 6   | 4   | 3   | 3    | Ret |      |     | WD   | WD   | 88   |
| 4    | Champ Motorsport         | 5   | 7   |     |     | DSQ4 | Ret |      |     |      |      | 88   |
| 5    | Viper Niza Racing        | 15  | 3   | 8   | 8   | 9    | Ret | 4    | 5   | DNQ  | DNQ  | 75   |
| 5    | Viper Niza Racing        | 11  | 9   |     |     |      |     |      |     |      |      | 75   |
| 6    | Vattana Motorsport       |     |     | 23  | 5   |      |     |      |     |      |      | 48   |
| 6    | Vattana Motorsport       |     |     | 34  | Ret |      |     |      |     |      |      | 48   |
| 7    | Roadstar Racing          | 8   | 8   | 9   | 9   | 7    | 5   |      |     | DNQ  | DNQ  | 31   |
| 7    | Roadstar Racing          | 9   | 10  | Ret | 11  |      |     |      |     |      |      | 31   |
| 8    | Son Veng Racing Team     |     |     |     |     | 6    | 4   |      |     |      |      | 20   |
| 9    | TBN MK Ihere Racing Team |     |     | 6   | 6   |      |     |      |     |      |      | 16   |
| 10   | Sloth Racing             |     |     | 10  | 7   |      |     |      |     |      |      | 7    |
| NC   | FRD Racing Team          |     |     |     |     | DNS  | DNS |      |     |      |      | 0    |
| Pos. | Equipo                   | KOR | KOR | BUR | BUR | SHA  | SHA | SEP  | SEP | MAC† | MAC† | Pts. |

| Color     | Resultado                                                               |
| --------- | ----------------------------------------------------------------------- |
| Oro       | Ganador                                                                 |
| Plata     | 2.ª plaza                                                               |
| Bronce    | 3.ª plaza                                                               |
| Verde     | Finalizó en los puntos                                                  |
| Azul      | Finalizó sin puntos                                                     |
| Azul      | NC - No clasificado                                                     |
| Violeta   | Ret - No terminó (Carrera)                                              |
| Rojo      | DNQ - No se clasificó                                                   |
| Negro     | DSQ - Descalificado                                                     |
| Blanco    | DNS - No empezó (carrera)                                               |
| Blanco    | WD - Retirado (fin de semana)                                           |
| Blanco    | C - Carrera cancelada                                                   |
| Sin color | DNP - Inscrito pero no participó                                        |
| Sin color | INJ - Lesionado                                                         |
| Sin color | EX - Excluido                                                           |
| Estado    | Resultado                                                               |
| Negrita   | Pole position                                                           |
| Cursiva   | Vuelta rápida                                                           |
| †         | Abandona, pero clasifica al completar el porcentaje requerido para ello |